# Carmen Guerrero Franco

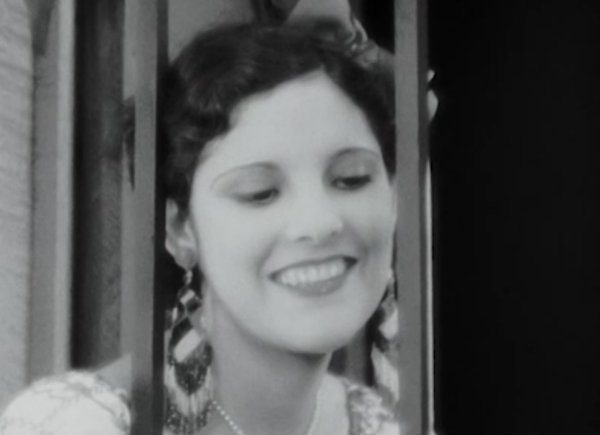
Carmen Guerrero Franco

Carmen Guerrero Franco (* 9. Januar 1911; † 11. Dezember 1986) war eine mexikanische Schauspielerin.

## Leben
Guerrero lebte in Los Angeles und begann ihre Laufbahn in Hollywood mit kleinen Rollen in Komödien von Mack Sennett. Ihre erste Hauptrolle erhielt sie in Guillermo Calles’ Film Dios y ley. Sie spielte 1930 in Amor audaz von Louis J. Gasnier und Alfonso Washington Pezet an der Seite von Adolphe Menjou und erhielt dann einen Vertrag bei den Studios von Hal Roach über zwei Hauptrollen in Filmen von Charley Chase.
Für ein eigenes Filmprojekt unter dem Titel Peregrina gewann sie den Schauspieler Charles Stevens, einen Enkel des legendären Häuptlings Geronimo, die Hauptrollen übernehmen sie selbst und Carlos Alvarado, weitere Rollen Ligia de Golconda und Raúl Lechuga. Nach dem Scheitern des Projektes trat sie noch in Filmen auf wie Drácula von George Melford (1931), Mano a mano von Arcady Boytler (als Anita Chávez, 1932) und El compadre Mendoza von Juan Bustillo Oro und Fernando de Fuentes (als Lolita Mendoza, 1934) auf. Schließlich gab sie die Tätigkeit als Schauspielerin auf und kehrte nach Mexiko zurück. Guerrero war mit dem Schauspieler Glen Coben Smith verheiratet.